# Christopher Wasasala
Christopher Frances Wasasala (31 dicembre 1994) è un calciatore figiano, attaccante del Labasa e della nazionale figiana.

## Carriera

### Club
Nel 2018 firma un contratto con il Labasa.

### Nazionale
Ha giocato nella nazionale figiana Under-23.
Ha debuttato in nazionale maggiore il 25 maggio 2017, in Figi-Isole Salomone (1-1). Viene convocato per i Giochi del Pacifico 2019.

## Palmarès

### Club

#### Competizioni nazionali
- National Football League: 2

Lautoka: 2018
Suva: 2020
- Campionato interdistrettuale figiano: 1

Lautoka: 2018